# Hubert Pallhuber
Hubert Pallhuber (nascido em 17 de setembro de 1965) é um ciclista profissional italiano que participa em competições de ciclismo de montanha.
No Campeonato Mundial de Ciclismo de Montanha de 1997 (UCI), ele venceu o campeonato mundial na prova de cross-country masculino.
Pallhuber também representou a Itália nos Jogos Olímpicos de 2000 em Sydney, na Austrália, onde competiu na mesma prova.
É irmão dos atletas Wilfried e Siegrid.